# Echorouk El Yawmi
Echorouk (arabe : الشروق اليومي) ou Ech Chorouk El Youmi (Arabe :  aš-šurūqu-l-yawmi, L'Aurore du Jour) est un quotidien algérien au format tabloïd créé en 1991 sous le nom d'Echorouk Al Arabi.
C'est le quotidien le plus vendu en Algérie, presse arabophone et francophone confondues, avec un tirage de 671 094 exemplaires en 2010 d'après l'OJD.

## Ligne éditoriale
Echorouk est considéré comme un  journal indépendant et il critique souvent le gouvernement et les mouvements rebelles islamistes qui restent actifs après la guerre civile algérienne. Le journal publie également Echorouk El Ousboui, un supplément hebdomadaire.

## Historique
En juillet 2015, Echorouk El Yawmi s'est associé au British Council en Algérie pour lancer un concours d'apprentissage de l'anglais. Le journal publiait une série d'articles hebdomadaires en anglais du 24 juillet au 20 août 2015. Les participants devaient lire les articles puis répondre aux deux questions posées sur le site Web du journal, sur le site du British Council ou sur la page Facebook. Les prix ont été décernés à cinq lauréats et ont été remis en septembre lors d'une cérémonie tenue à la résidence de l'ambassadeur du Royaume-Uni à Alger en présence de personnalités éminentes.

## Données
Echorouk est classé 3e selon les ventes, après les quotidiens El-Khabar et El Watan mais usant d'une technique d'impression de lots en sur-demande obtint la première place en nombre d'exemplaires. Cette technique lui a valu des dettes énormes envers l'imprimerie de presse nationale.
La version en ligne du journal - Echorouk Online - était le troisième site Web le plus visité en 2010 et 2014 dans la région MENA. Estimé à plus d’un million de dollars e 2014, le groupe Echorouk Online propose sur son site un forum et une plateforme d’annonces, accompagné d’un ensemble de sites d’information.

## Prix
En octobre 2017, lors du concours « Media Star » 2017, la journaliste Nadia Slimani du journal Echorouk Online reçoit  le premier prix dans la catégorie « Médias électroniques ». 

## Polémique

### Affaire Mouammar Kadhafi de 2006
L'été 2006, le journal publie des articles dénonçant des manœuvres de déstabilisation menée par le guide libyen Mouammar Kadhafi à l'encontre de l'Algérie. À la suite de cette publication le dirigeant libyen a poursuivi le journal pour diffamation devant une cour algérienne. 
Le tribunal de Hussein Dey a jugé que les insinuations du journal Echourouk qui affirmaient que le dirigeant libyen essayait d'encourager les Touaregs algériens au séparatisme étaient de la diffamation. Le journal a été suspendu deux mois par décision du tribunal. Le directeur du journal, Ali Fodhil, et la journaliste, auteur de l'article incriminé , Naïla Berrahal, ont écopé d'une peine d'emprisonnement de six mois.
Le verdict a été condamné par la presse indépendante algérienne, la Fédération internationale des journalistes (FIJ) et du Syndicat national des journalistes (SNJ) des journaux comme El Watan, El Khabar, Liberté, El Djazaïr News, El Fedjr, Echourouk, Al Ahdath, des associations internationales défendant la liberté de la presse et de nombreux partis politiques dénonçant une atteinte à la liberté de la presse.

### Polémiques match Algérie-Égypte
En décembre 2009, le journal est impliqué dans la polémique autour du match de football Algérie vs Égypte dont l'enjeu était la qualification à la Coupe du monde de football 2010. À la suite de heurts après le match retour dans la capitale égyptienne, le journal Echourouk publie sur son site web une vidéo dans laquelle un rappeur algérien, Redha City 16, pleure son frère mort. Ce dernier aurait été tué par des supporteurs égyptiens. Ce drame n'a jamais été confirmé alors que l'ambassadeur algérien au Caire a démenti formellement le meurtre. Cela n'a pas empêché d'alimenter la colère des supporteurs algériens et des actes de vandalisme ont été perpétrés contre les intérêts égyptiens en Algérie au niveau des centres Djezzy de l'opérateur mobile égyptien Orascom.

### L'article sur les dattes Deglet nour
Le 8 septembre 2022, Belkacem Houam, journaliste à Echorouk est placé en détention à la suite d'un article paru dans l'édition du 7 septembre. Cet article fait état du renvoi de France de dattes Deglet nour contenant un pesticide non autorisé par l'Union européenne. Les autorités algériennes démentent l'information, placent le journaliste en détention et le journal fait l'objet d'une interdiction d'accès à l'imprimerie d'Etat. L'incarcération de Belkkacem Houam suscite une vive indignation parmi des partis politiques et des associations telles que le Conseil national des journalistes algériens (CNJA), et Reporters sans frontières. L'ancien ministre de la communication Abdelaziz Rahabi estime que « la mise en détention d’un journaliste pour une information pure nature commerciale traduit la persistance de l’instrumentalisation politique de la justice et relève de pratiques d’un autre âge ».